# Torre Triângulo
A Torre Triângulo (em francês:  Tour Triangle) é um arranha-céu de 180 metros, em formato de triângulo, a ser construído no Centro de Exposições de Paris, em França.

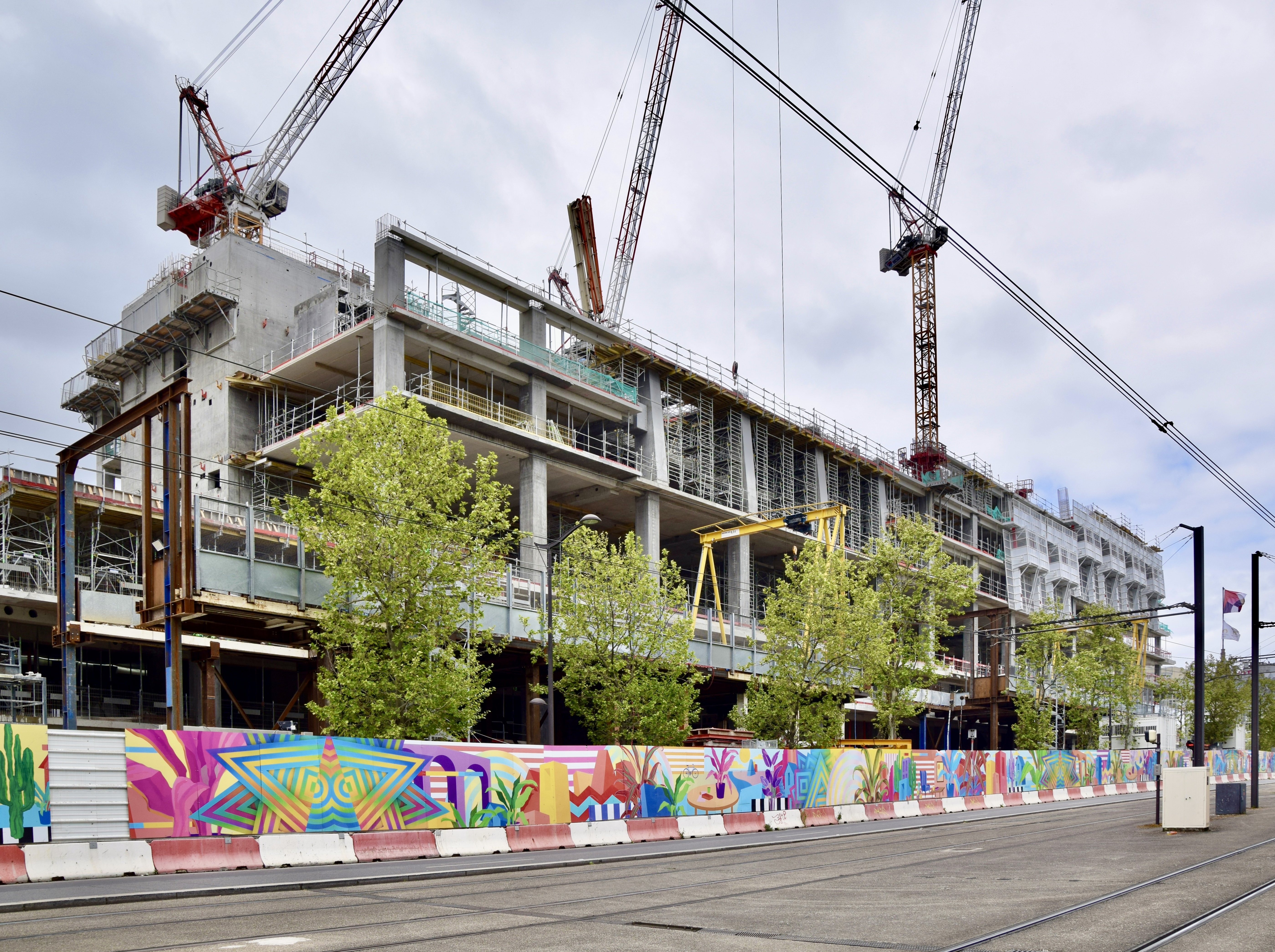
Em construção

Projetado pela agência suíça Herzog & de Meuron, a ideia para a construção da Torre data de 2008, tendo a sua construção passado anos em debate político devido ao impacto na paisagem. Em 2015, foi finalmente aprovada, depois de ser alterada a regra que não permitia a construção de edifícios com altura superior a 37 metros de altura. E, no final de 2021, começou finalmente a construção da torre.
Quando terminada, a Torre Triângulo será o terceiro edifício mais alto dentro do perímetro da cidade de Paris, atrás da Torre Montparnasse, com 209 metros e, claro, da Torre Eiffel, com 324 metros. Terá um hotel, um restaurante, um skybar e 70 000 metros² de espaço para escritórios.

## Arquitetura
Com 42 andares de altura, acomodaria cerca de 5 000 funcionários e abrigaria escritórios, lojas no nível da rua, observatórios panorâmicos e um restaurante panorâmico no último andar.

## Sustentabilidade e qualidade ambiental
Tour Triangle é para ser um arranha-céu sustentável: Ele foi projetado para alcançar um alto desempenho energético e alcançar as certificações HQE e BREEAM. Favoreceria a luz natural e geraria um quarto do CO2 de um edifício padrão de seu tamanho.